# Чжучентиран
Чжучентиран (Zhuchengtyrannus, букв. «тиран Чжучен») — рід тиранозаврових тероподів, відомих з кампанського ярусу пізньої крейди провінції Шаньдун, Китай. Він належить до підродини Tyrannosaurinae і містить єдиний вид — Zhuchengtyrannus magnus. 

## Опис

Орієнтовний розмір у порівнянні з людиною

Опис зроблено по нижній щелепі та зубах, знайдених у 2009 році будівельниками, які готували фундамент під палеонтологічний музей. Знахідка зроблена в районі міста Чжучен (округ Вейфан, провінція Шаньдун, східний Китай). Динозавр був знайдений у тій області, яка була заплавою в Крейдяному періоді та містить одну з найвищих концентрацій кісток й інших останків динозаврів у світі.

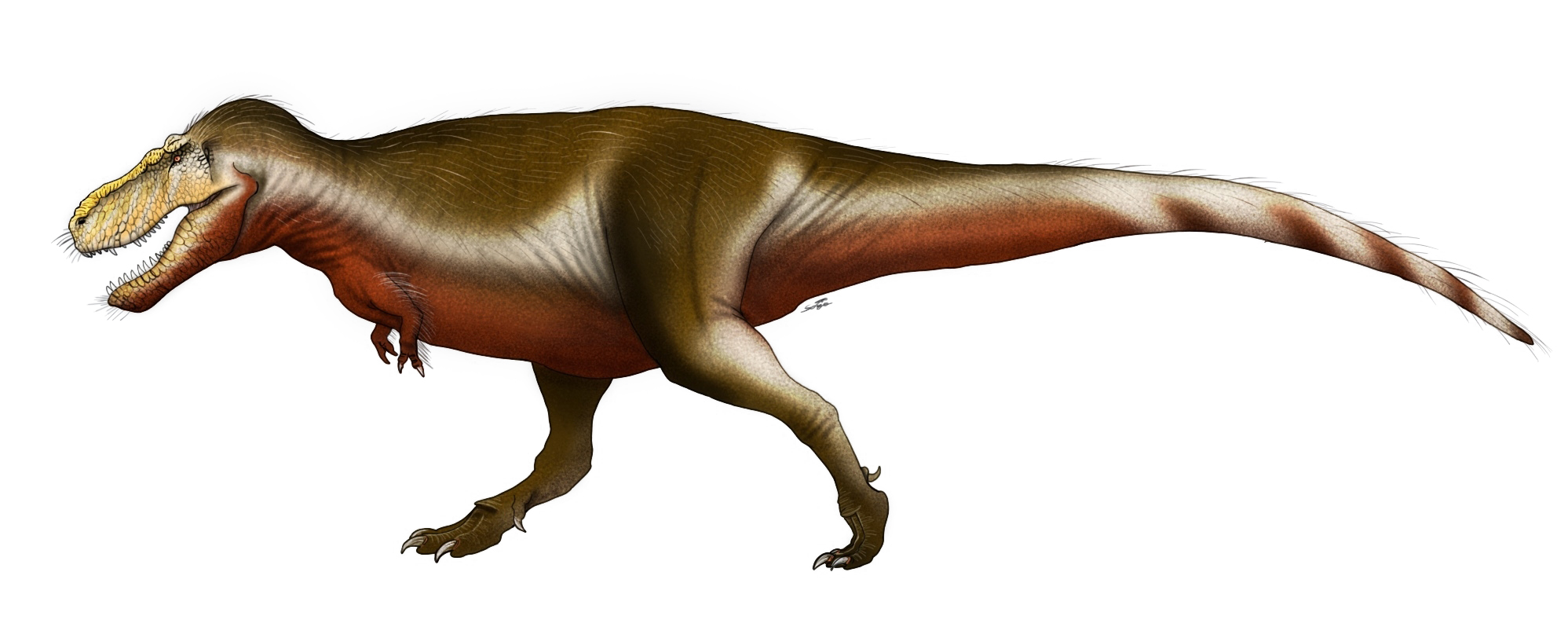
Художня реконструкція

На думку фахівців, заввишки ящір був 4 метри, а завдовжки — близько 11 метрів. Це був один з найбільших хижих динозаврів в історії, які на сьогодні відомі палеонтологам. За розмірами він конкурує зі знаменитим тиранозавром рексом, який завдовжки перевищував 14 м, а заввишки був 5—6 м. Однак, новий вид, судячи за ознаками будови щелеп трохи поступався тиранозавру в розмірі своїх зубів.
Назва динозавра Zhuchengtyrannus magnus в перекладі на українську мову означає «великий тиран з міста Чжучен».